# リチウムエナジージャパン

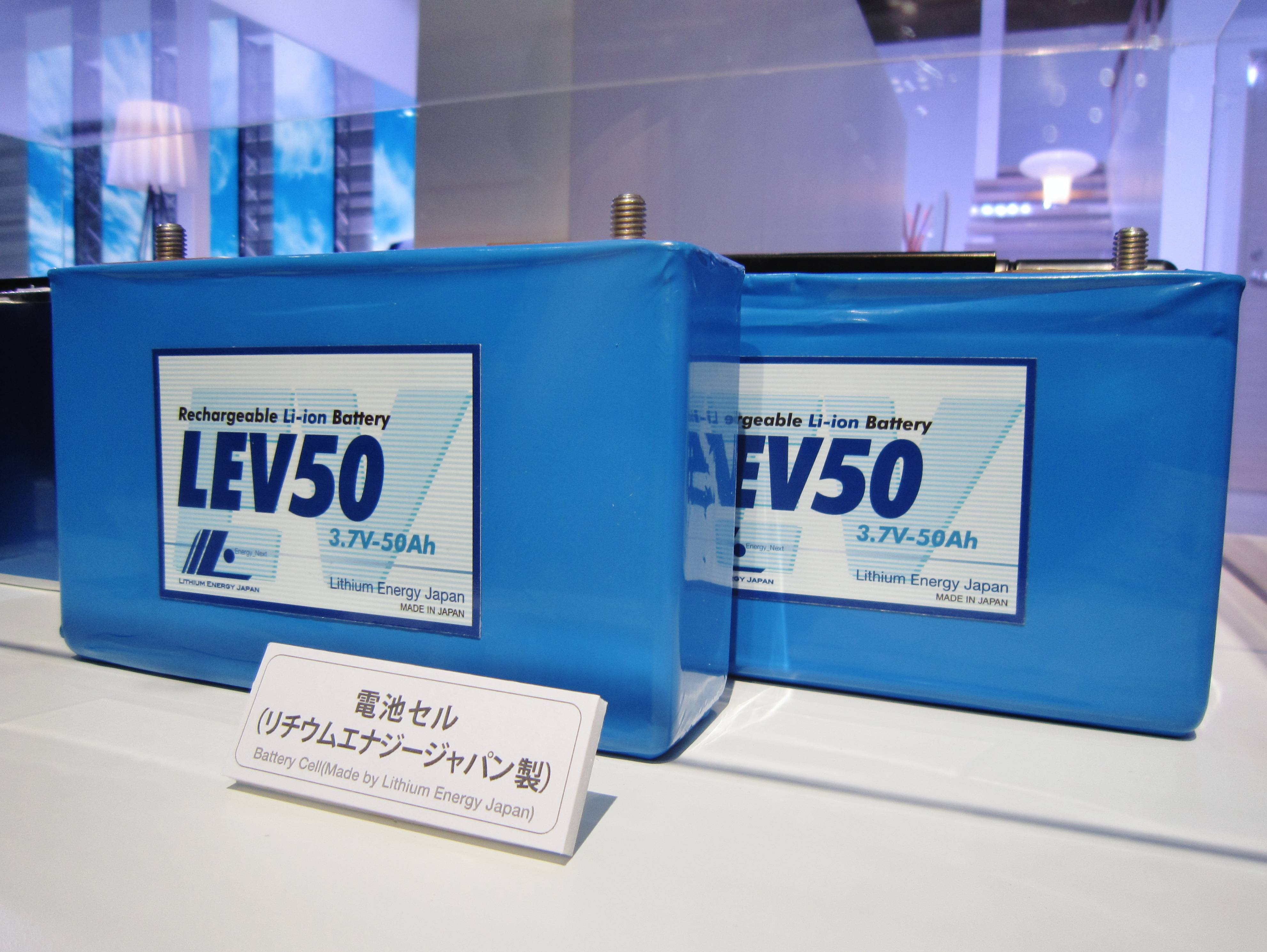
リチウムエナジージャパン製リチウムイオン二次電池セルのLEV50
（東京モーターショー2011出展）

株式会社リチウムエナジージャパン（英: Lithium Energy Japan）は、かつて滋賀県栗東市に存在した、リチウムイオン二次電池の開発・製造・販売を行う株式会社。
ジーエス・ユアサコーポレーションの子会社であるジーエス・ユアサ パワーサプライ（現・GSユアサ）、三菱商事、三菱自動車工業が出資して、2007年12月12日に設立した。出資比率はそれぞれジーエス・ユアサ パワーサプライが51%、三菱商事が34%、三菱自動車が15%。資本金の額は20億円。設立当初の本社は京都府のジーエス・ユアサコーポレーション本社内にあったが、2011年7月19日に滋賀県栗東市に建設した栗東工場内へ移転した。
設立当初はGSユアサの本社内工場で生産をする予定であったが、より生産能力を高めるため滋賀県草津市に工場用地を買収し、第2の工場を建設した（敷地面積は20,048m2、建屋面積は7,873m2）。その後さらに、滋賀県栗東市の建設が凍結された南びわ湖駅（東海道新幹線栗東新駅）の予定地を買収し、第3の工場を建設するとともに上述のように本社も移転した。
同社の製造する電池は三菱の電気自動車・i-MiEVにも搭載されている。栗東工場が完成した後は、リチウムイオン電池のセル「LEV50」を年間20万セル（i-MiEV 2000台分）を生産する。

## 事業所
- 本社・栗東工場
滋賀県栗東市蜂屋780-1
- 草津工場（旧・滋賀事業所）
滋賀県草津市笠山8丁目10番5号
- 京都工場（旧・本社）
京都府京都市南区吉祥院西ノ庄猪之馬場町1番地

## 沿革
- 2007年（平成19年）12月12日 - リチウムエナジージャパン設立。
- 2008年（平成20年）7月31日 - 滋賀県草津市の土地の買収が完了。
- 2009年（平成21年）
  - 6月 - 草津工場で出荷開始。
  - 11月16日 - リチウムイオン電池を生産するための工場を南びわ湖駅予定地に建設するため、滋賀県栗東市と交渉を開始すると発表。
- 2010年（平成22年）9月29日 - 栗東工場を着工[3]。
- 2011年（平成23年）7月19日 - 栗東工場内に本社を移転。
- 2012年（平成24年）4月 - 栗東工場で出荷開始。
- 2024年（令和6年） 1月 - 2024年2月にGSユアサの100%子会社化（発表時点で三菱商事の持株については全株式を取得済[4]であり、残りの三菱自動車の持株を取得する）を行う事、及び2024年3月に事業をGSユアサへ譲渡した上で法人を解散する予定である事が発表された

。
- 2024年（令和6年） 3月 - GSユアサの100%子会社化、及びGSユアサへの事業譲渡が完了し、法人を解散[6][7]。
- 2024年（令和6年） 9月 - 法人解散に伴う清算手続きが完了し、法人登記が閉鎖[1]。